# Alte Mozart-Ausgabe

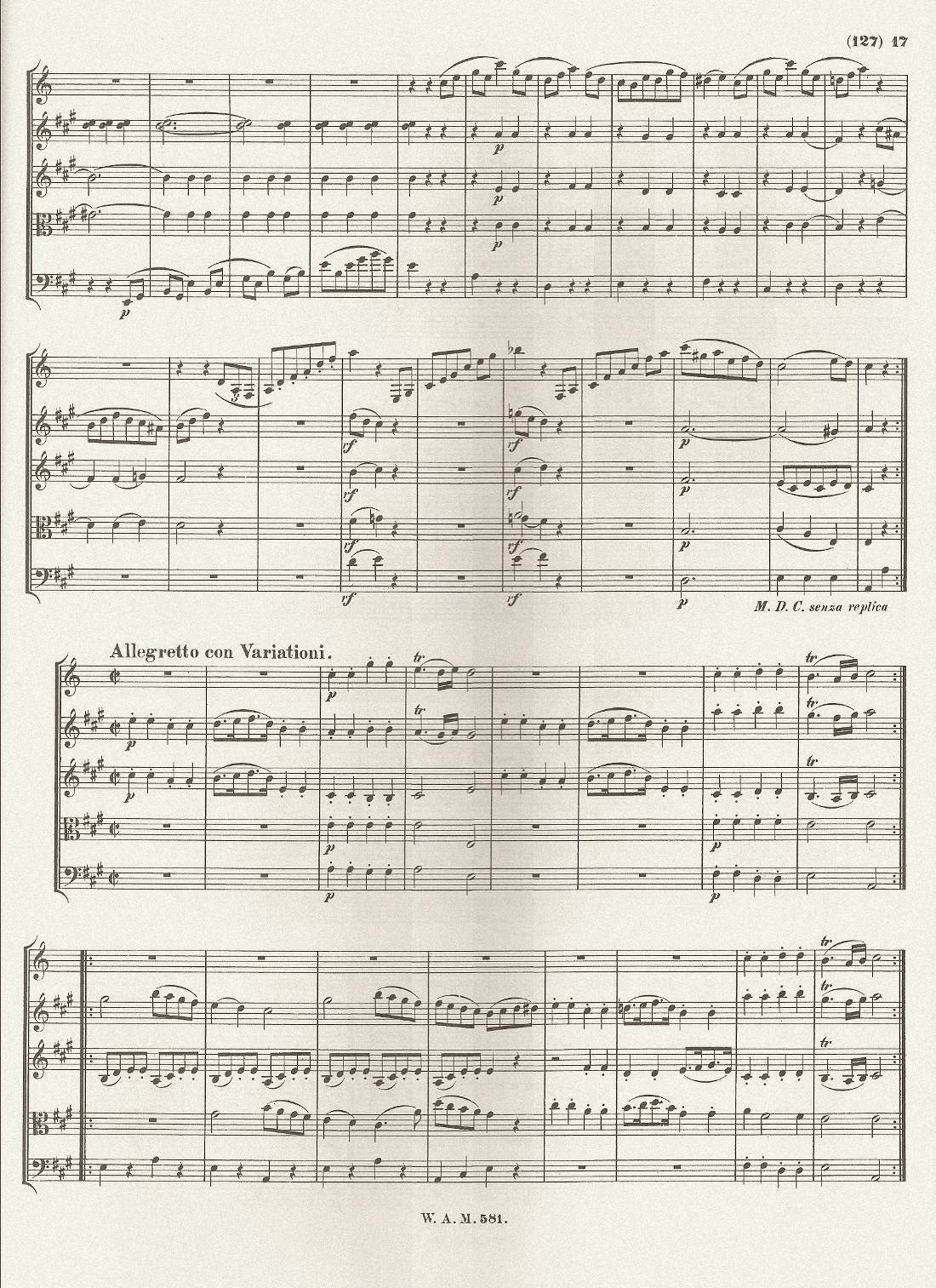
Strona z Alte Mozart-Ausgabe, fragment Kwintetu Klarnetowego, KV 581.

Alte Mozart-Ausgabe – określenie pierwszego kompletnego wydania muzyki Wolfganga Amadeusa Mozarta, opublikowane przez Breitkopf & Härtel pomiędzy styczniem 1877 a grudniem 1883, z dodatkami wydanymi do 1910 roku. Nazwa Alte Mozart-Ausgabe (w skrócie „AMA”) powstała w późniejszym czasie, dla odróżnienia tego wydania od Neue Mozart-Ausgabe – kolejnego zbioru wszystkich dzieł Mozarta. Tytuł nadany oryginalnie przez wydawnictwo Breitkopf & Härtel brzmi Wolfgang Amadeus Mozarts Werke. Kritisch durchgesehene Gesammtausgabe (dlatego czasami spotykana jest nazwa „Mozart Gesammtausgabe”).
Jedną z najważniejszych postaci związanych z AMA był Ludwig Ritter von Köchel, który opracował wciąż obowiązujący jako standardowy Köchel-Verzeichnis (katalog tematyczny dzieł Mozarta). Köchel zza kulis współpracował przy kończeniu wydania, udzielając cennych uwag wydawcy i redaktorom. Wśród faktycznie redagujących AMA byli Johannes Brahms, Joseph Joachim, Carl Reinecke, Julius Rietz i Philipp Spitta (znany biograf Jana Sebastiana Bacha).
Choć AMA w swoim czasie było znaczącym osiągnięciem, miało poważne ograniczenia. Frederick Neumann zauważa, że „jest bardzo zróżnicowane jeżeli chodzi o możliwość polegania na nim, przy niektórych tomach niezwykle godnych zaufania a innych o wiele mniej”. Alfred Einstein wyraził niezadowolenie z tego jak został tam przedstawiony koncert „Koronacyjny” oraz Wesele Figara a Friedrich Blume wyraził szczególnie dotkliwą opinię o „zdumiewającej frywolności i często kompletnej nieodpowiedzialności” redaktorów tego wydania (w szczególności jeśli chodzi o koncerty fortepianowe Mozarta), zapewniając że „[AMA] i wydania praktyczne bazujące na nim nie oferują nic więcej jak szkielet jego utworów”.
Istnieją również pewne potwierdzone dzieła Mozarta, które nie zostały nigdy opublikowane w tym wydaniu. Niektóre dlatego, że zostały odkryte długo po jego ukończeniu (na przykład Symfonia F-dur, KV 19a, odnaleziona w 1981 roku), a także szereg kompozycji kiedyś nieprawidłowo przypisywanych Mozartowi, o których teraz wiadomo że są wątpliwe lub fałszywe (np. utwór opublikowany w AMA jako Symfonia nr 2 B-dur, KV 17, uważany obecnie za dzieło Leopolda Mozarta).
Z tych względów AMA nie jest już uważane za wydanie dzieł Mozarta, które byłoby bliskie kompletności i wyczerpania zagadnienia. W związku z tym, jeśli chodzi o poważne badania nad jego twórczością, zostało wyparte przez Neue Mozart-Ausgabe. Przedruki fragmentów AMA nadal są jednak powszechnie dostępne za sprawą Dover Publications i innych firm, specjalizujących się w publikowaniu dawniejszych wydań. Można również natrafić na fragmenty tego wydania w formie elektronicznej na różnych stronach udostępniających nuty.
Materiały archiwalne AMA należą do fonds 21081 Breitkopf & Härtel, Lipsk, w Sächsisches Staatsarchiv, Staatsarchiv Leipzig. Pierwsze modele graficzne i wydruki próbne są częściowo związane z redaktorami.